# ケイデンス・デザイン・システムズ
ケイデンス・デザイン・システムズ(英: Cadence Design Systems, Inc、NASDAQ: CDNS)は、アメリカの半導体開発用ソフトウェア（EDA）企業である。1988年にSDAシステムズ社とECAD社が合併して誕生した。
2004年時点で、ケイデンスは、世界の電子設計技術およびエンジニアリング・サービスの最大のサプライヤーである。ケイデンス製品およびサービスは半導体デバイス、コンピューター・システム、ネットワークの設備、通信機器、家電および他のエレクトロニクス製品の設計作業を加速し管理するために使用されている。2003年には約4,850人の従業員で11億ドルの収入をあげた。ケイデンスは、カリフォルニア州サンノゼに本社があり世界中に営業所、デザインセンターおよび研究施設を持っている。株式はナスダックで取引されている。
EDA製品は、集積回路のシステムデザイン、論理合成およびレイアウトを含む設計プロセス全体を扱っている。さらに、集積回路パッケージングおよびPCB設計用ツールを含む、他の関連する製品を持っている。これらのソフトウェア製品は、様々なタイプの設計業務をターゲットにした「プラットフォーム」を構成している。

## 製品
- Virtuosoは、フルカスタム集積回路設計用のプログラムで、アナログ回路、高周波、デジタルアナログ混載、スタンダードセルに対応する。また、メモリーやFPGA設計の分野でも使用されている。
- Encounter RTL Compilerは、デジタル回路の論理合成ツールである。ネットリストとしてはVerilogを用いる。2015年6月に後継製品に当たるGenus Synthesis Solutionが発表された。[1][2]
- Encounter Digital Implementation Systemは、配置配線ツールである。2015年3月に後継製品に当たるInnovus Implementation Systemが発表された。[3]
- Encounter Timing Systemはスタティック・タイミング解析ツールである。2013年5月に後継製品に当たるTempus Timing Signoff Solutionが発表された。[4]
- Encounter Power Systemはパワー・インテグリティ解析ツールである。2013年11月に後継製品に当たるVoltus IC Power Integrity Solutionが発表された。[5]
- Incisiveは、シミュレーション、Verilog、VHDL、SystemC ネットリストの機能検証ツールであり、ハードウェアエミュレーション機能や形式等価判定機能も含む。
- Sigrityは、PCBおよびICパッケージのSI(シグナルインテグリティ)/PI(パワーインテグリティ)解析ツールである。2021年3月に後継製品に当たるSigrity Xが発表された。[6]

ケイデンスはソフトウェア提供だけではなく設計サービスも提供している。

## 買収
1999年7月にOrCAD社を買収
2002年11月にAntrim Design Systems社を買収
2004年4月にNeolinear社を買収
2005年4月にVerisity社を買収
2007年7月にInvarium社を買収
2007年8月にClear Shape社を買収
2008年3月にChip Estimate社を買収
2010年6月にDenali Software(デナリ ソフトウェア)社を買収
2011年7月にAzuro社を買収
2012年7月にSigrity社を買収
2013年2月にCosmic Circuits社を買収
2013年3月にTensilica(テンシリカ)社を買収
2013年5月にEvatronix社のIP事業部を買収
2014年2月にForte Design Systems(フォルテ・デザイン・システムズ)社を買収
2014年4月にJasper Design Automation社を買収
2016年5月にRocketick Technologies社を買収
2017年11月にnusemi社を買収
2020年1月にAWR社を買収
2020年2月にIntegrand Software社を買収